# Yettel Szerbia
A Yettel Szerbia (2022-ig Telenor Szerbia) szerbiai mobil- és vezetékes szolgáltató, amely a cseh PPF csoport tulajdonában van. Székhelye Belgrádban található. 36,98%-os piaci részesedésével a második legnagyobb mobiltelefon-szolgáltató.

## Története

### 1994–2006: 063 Mobtel Srbija
Az eredetileg 1994-ben Mobtel Srbija, teljes nevén Mobilne telekomunikacije Srbija néven indult cég működése a moszkvai székhelyű BK Trade tulajdonában.
Az első NMT hálózatot 1994. december 31-én jelentették be. Főbb városi területeket és autópályákat fedett le – Szerbia lakott területének 60%-át és Szerbia szárazföldi területének 12%-át (Szerbia akkor a Jugoszláv Szövetségi Köztársaság része volt). Hálózati kódja 061 (nemzetközi: +381 61); ez a kód most A1 számára van kijelölve. A GSM hálózatot 1996 óta használják.
2005-ben a BK Trade eladta részvényeit egy osztrák befektetőkből álló konzorciumnak, és a céget Mobi 63-ra keresztelték.

### 2006–2021: Telenor Szerbia
2006-ban a Mobi 63 többségi részesedését eladták a norvég Telenornak 1,513 milliárd euróért. A fennmaradó részesedés megszerzésének feltétele 1,1 milliárd eurónál magasabb ajánlat volt. A norvég cég túllicitált olyan iparági nehézsúlyú szereplőket, mint a Telia, a France Télécom, a Deutsche Telekom, a Mobilkom Austria, és a Tele2. 2006. augusztus 31-én a Mobi 63 hivatalosan is a Telenor tulajdonába került, és nevét Telenor d.o.o.-ra változtatta.
2010-ben a Telenor Szerbia vezetékes működési engedélyt szerzett, amivel véget vetett a Telekom Srbija monopóliumának.

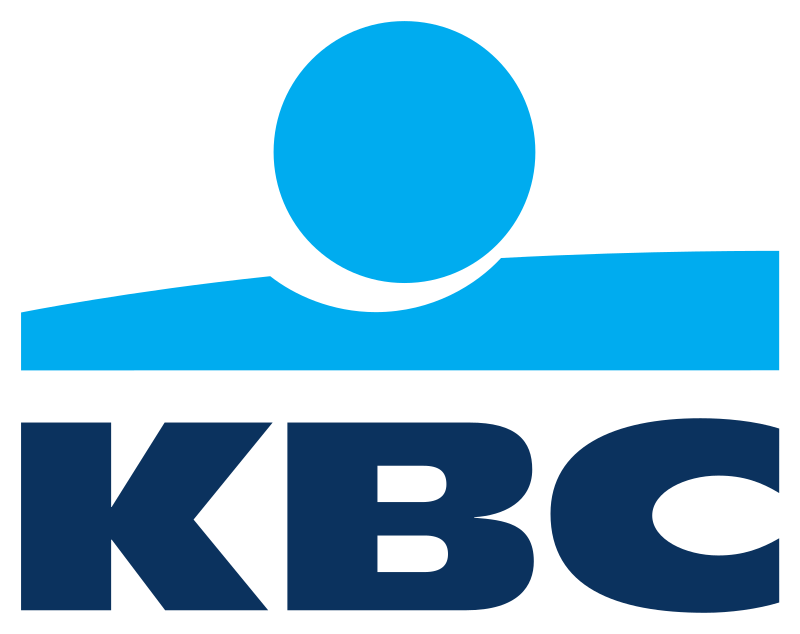
KBC Bank Szerbia

2013. április 26-án a Telenor Serbia megvásárolta a szerb „KBC bank”-ot, megalapítva a Telenor Bankot. Ezzel a tranzakcióval a Société Générale Srbija 81 000 ügyfelét vitte el az egykori bankból. 2014. szeptember 10. óta a Telenor Bank a szerbiai bankpiacon működik. 2017 augusztusában a River Styxx Capital bolgár befektetési alap megállapodást kötött a szerbiai Telenor Bankkal részvényei 85 százalékának megvásárlásáról.

### 2018-tól napjainkig: PPF átvétele és Yettel név bevezetése

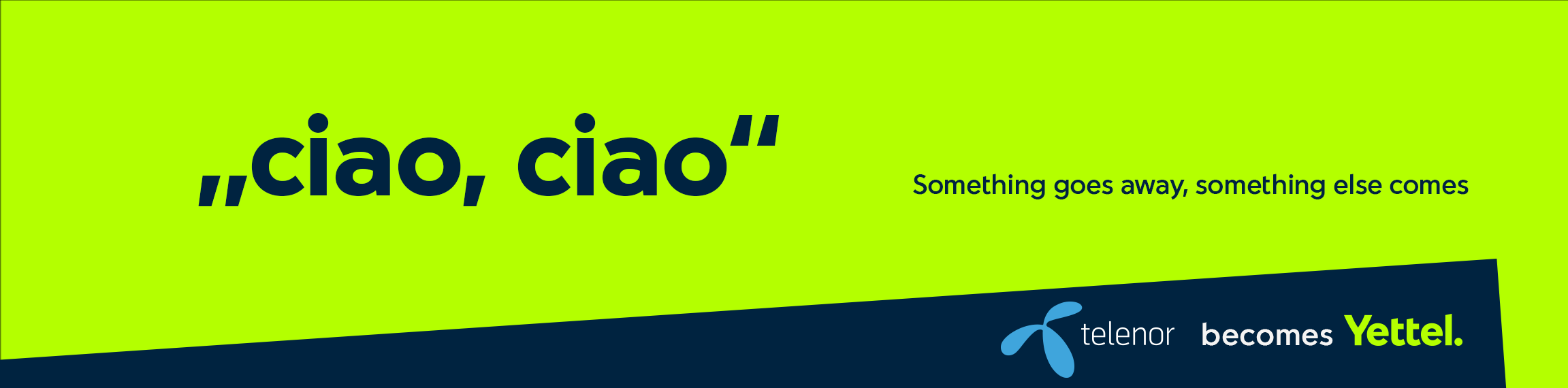
A Telenor Yettel lesz

2018 januárjában a cég vezetése megerősítette azokat a sajtóértesüléseket, melyek szerint a Telenor el akarja adni délkelet-európai üzletágait, beleértve a Telenor Szerbiát is. 2018 márciusában a Telenor eladta délkelet-európai (Bulgária, Magyarország, Montenegró és Szerbia) üzletét a PPF csoportnak. A cég továbbra is a Telenor márkát használta egészen 2022 elejéig, amikor is bejelentették a márkaváltást – az év márciusa óta a cég az új nevet, a „Yettel”-t használja.

## Mobiltelefon
A Yettel rendelkezik engedéllyel a 900 MHz-es és 1800 MHz-es GSM hálózatokhoz. Ezt az engedélyt 2006. december 31-én kapták meg. 10 évig érvényes, az engedély további 10 évre megújítható.

### Hálózati lefedettség
A Yettel Szerbia lakott területének 99%-át fedi le. A vállalat több mint 1033 aktív adó-vevő bázisállomással rendelkezik, amelyek lefedik az összes városi és elővárosi területet, főbb autópályákat és turisztikai központokat. A Yettel hálózati kódja 220-01, hálózati kódja pedig 062 (nemzetközi: +381 62), 063 (nemzetközi: +381 63) és 069 (nemzetközi: +381 69).
- A Telenor azonosító kódja 220-01, a telefonszámok előtagjai: 062 (nemzetközi: +381 62), 063 (nemzetközi: +381 63) és 069 (nemzetközi: +381 69).
- A roaming 158 országban, vagy 369 külföldi mobilszolgáltató hálózatában, 2 tengeri, 1 olcsó és 1 műholdas hálózatban engedélyezett.
- 2013 során a Telenor 372 új bázisállomást épített, így az év végi összlétszámuk 3048 volt.
- 2011 elején a Telenor üzembe helyezte Délkelet-Európa egyik legmodernebb adatközpontját, a Telenor Tier 3 adatközpontot, amely az új Telenor alaphálózatnak ad otthont.

A hálózati lefedettség 2016. december 31-én:
- Szerbia területének lefedettsége a GSM jellel 91,90%.
- Szerbia lakosságának lefedettsége GSM jellel 99,42%.
- Szerbia területének az UMTS jellel való lefedettsége 91,02%
- Szerbia lakosságának UMTS- jellel való lefedettsége 98,51%
- Szerbia területének lefedettsége LTE jellel 9,95%
- Szerbia lakosságának lefedettsége LTE- jellel 53,78%

### Hálózati technológia
- 2G (GSM, GPRS, EDGE 250 kbit/s-ig) 900-on MHz és 1800 MHz
- 3G (HSPA+ akár 42 Mbit/s) 900-on MHz és 2100 MHz
- 4G (LTE 300 Mbit/s-ig) 800, 1800 és 2100-on MHz

A 3G-t képviselő EDGE hálózat lefedettsége megegyezik a GSM hálózatokkal. Ez a hálózat 2004 novembere óta működik kereskedelmi forgalomban.
A Telenor UMTS, HSDPA és HSPA + jelével Szerbia lakosságának több mint 98%-át lefedi.
A Yettel Serbia 3G hálózata támogatja Szerbia több mint 250 városában, valamint az összes főbb úton az alábbi maximális elméleti sebességgel:
- HSPA + 42 – akár 42 Mbit/s letöltéskor folyam akár 5,76 Mbit/s adatfolyam küldésekor
- HSPA + – akár 21 Mbit/s letöltéskor folyam akár 5,76 Mbit/s adatfolyam küldésekor
- HSPA – akár 14,4 Mbit/s áramlási letöltés és akár 2 Mbit/s adatfolyam küldésekor
- HSDPA – akár 7,2 / 3,6 Mbit/s letöltéskor és áramlási sebesség akár 384 kbit/s adatfolyam küldésekor.

### 4G hálózat
A Telenor 2010 közepén elindította a meglévő hálózat helyreállítási projektjét, amely a következő generációs szolgáltatás bevezetésének és a fejlett szolgáltatások támogatásának fő előfeltétele. A projekt megvalósításában az Ericsson, a Nera és az LG cégek vettek részt.

## Telefon
2010-ben a Ratel átadta a Telenornak a második vezetékes telefon licencet. A Telenor kénytelen volt megkezdeni a vezetékes telefonszolgáltatást.

## Optikai szálas internet és IPTV
2021-ben a Telenor bejelentette, hogy az optikai szálas internetet, vezetékes telefonálást és IPTV-t is kínál a nyilvánosság számára. Ennek érdekében a társaság erősen vitatott együttműködést kezdett egyik versenytársával, a „ Telekom Srbija”-val, amely saját gerinchálózatát bérbe adta a „Telenornak”. Ez a piac egy másik szereplője, a United Group tulajdonában lévő kábel- és internetszolgáltató, a Serbia Broadband megdöbbenését okozta. Ezen álláspont szerint az ügyletet azért kötötték meg, hogy üzleti és politikai okokból csökkentsék az Serbia Broadband és az United Group tulajdonában lévő csatornák befolyását. Ennek ellenére 2021 novemberében a „Telenor” hivatalosan is bejelentette ajánlatát „Hipernet” márkanév alatt.

## Banki tevékenység
2013. április 26-án a Telenor bejelentette, hogy megállapodásra jutott a szerbiai KBC Bank megvásárlásáról. A megállapodás értelmében a Telenor 100 százalékos részesedést vásárol a KBC Bankban. 2017 augusztusában a River Styxx Capital bolgár befektetési alap megállapodást kötött a szerbiai Telenor Bankával részvényei 85 százalékának megvásárlásáról. Médiajelentések szerint 2017 júliusában a bank több mint 300 000 nyitott MC-számlával rendelkezett.

## Partnerségek

### A Wikimédiával
2012. február 28-án a Telenor Csoport és a Wikimédia Alapítvány együttműködést hirdetett, amelynek keretében a Telenor ázsiai és délkelet-európai ügyfelei ingyenes hozzáférést kapnak a Wikipédiához mobiltelefonon keresztül. Az ajánlat elérhető Thaiföldön, Malajziában, Pakisztánban, Bangladesben, Indiában, Montenegróban és Szerbiában. 

### Deezerrel

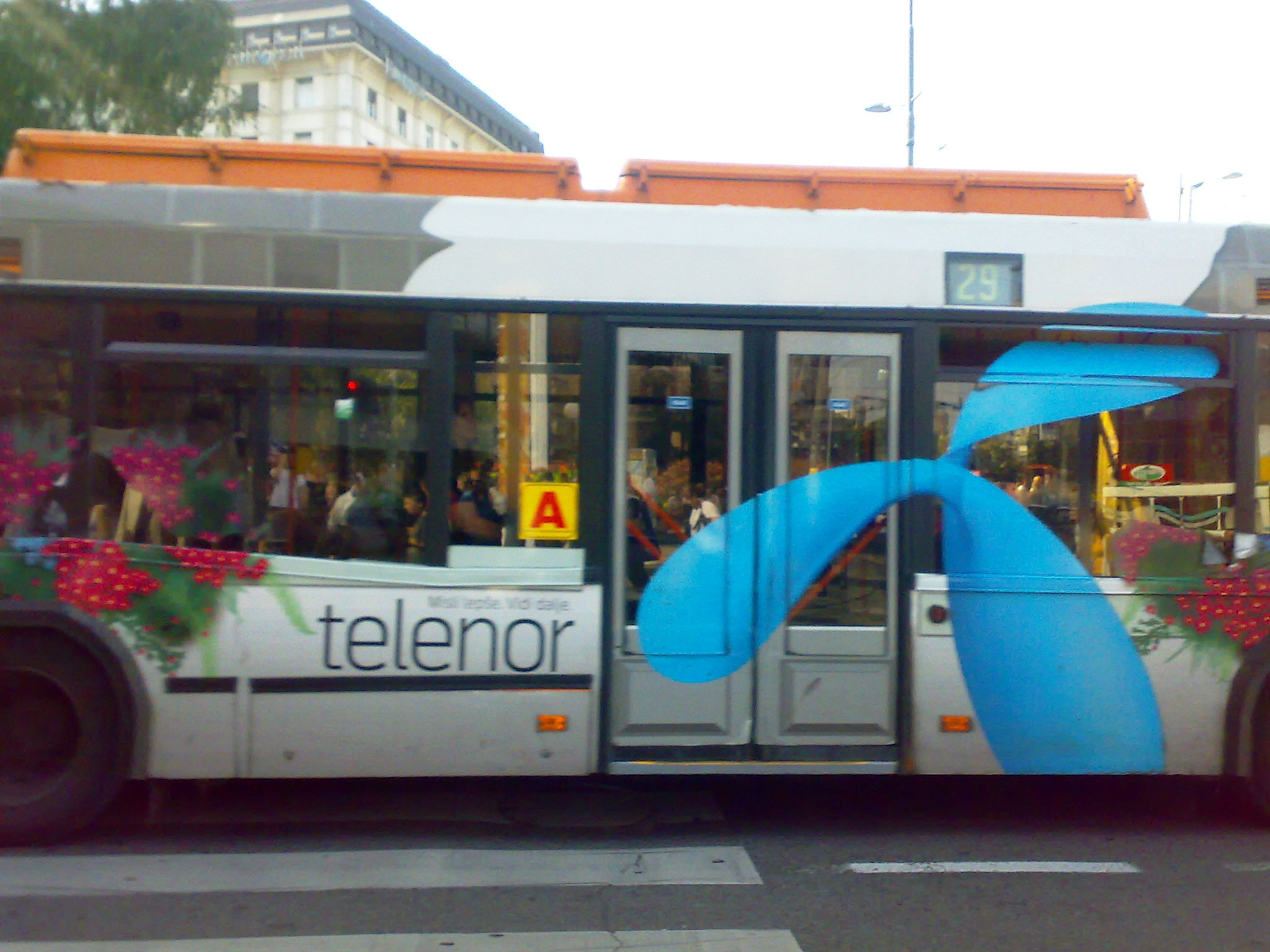
Telenor reklám

2013. február 4-én a Telenor partnerséget kötött a világ egyik legnagyobb zenei streaming szolgáltatásával, a Deezerrel. A szerb vásárlók online és offline módban hallgathatják a helyi és külföldi előadók zeneszámait.

## Fordítás
Ez a szócikk részben vagy egészben  a   Yettel Serbia című angol Wikipédia-szócikk ezen változatának fordításán alapul.  Az eredeti cikk szerkesztőit annak laptörténete sorolja fel. Ez a jelzés csupán a megfogalmazás eredetét és a szerzői jogokat jelzi, nem szolgál a cikkben szereplő információk forrásmegjelöléseként.